# Joaquim de Castro Tibiriçá
Joaquim de Castro Tibiriçá (Campinas, 22 de dezembro de 1896 — Campinas, 18 de março de 1965) foi um advogado e político brasileiro.
Foi Juiz de Paz e Promotor Público. Em 1934, atuou como Delegado Eleitor do Instituto dos Advogados junto à Assembleia Constituinte. Exerceu mandato de vereador em Campinas, município do interior do Estado de São Paulo, até 1937.
Assumiu a função de prefeito de Campinas em outubro de 1945, exercendo-a até dezembro de 1946. Durante seu mandato, criou a Biblioteca Pública Municipal de Campinas, hoje Biblioteca Pública Municipal "Professor Ernesto Manoel Zink".
Em 1947, elegeu-se deputado estadual por São Paulo pelo Partido Social Democrático (PSD).